# Brachodes albina
Brachodes albina is een vlindersoort uit de familie Brachodidae. De wetenschappelijke naam is voor het eerst geldig gepubliceerd in 1978 door Zagulajev.
De soort komt voor in Europa.